# Romanivka, Kazanka
Romanivka (în ucraineană Романівка) este un sat în comuna Velîkooleksandrivka din raionul Kazanka, regiunea Mîkolaiiv, Ucraina.

## Demografie
Componența lingvistică a localității Romanivka
     Ucraineană (93,98%)
     Rusă (6,02%)
Conform recensământului din 2001, majoritatea populației localității Romanivka era vorbitoare de ucraineană (93,98%), existând în minoritate și vorbitori de rusă (6,02%).